# Emmanuel Carrère
Emmanuel Carrère (Párizs 16. kerülete, 1957. december 9. –) francia író, forgatókönyvíró és filmrendező.

## Élete

### Családja
Carrère gazdag családban született Párizs 16. kerületében. Édesapja, Louis Carrère d'Encausse nyugdíjas biztosítási ügyvezető, édesanyja, Hélène Carrère d'Encausse történész (született Hélène Zourabichvili, grúz emigránsok lánya) pedig az Académie Française tagja és örökös titkára, valamint az Európai Parlament korábbi képviselője, és Salome Zourabichvili grúz elnök unokatestvére volt. Carrère-nek két nővére van: Nathalie, aki ügyvéd, és Marina, aki orvos, televíziós műsorvezető és író. Nicolas Zourabichvili zeneszerző unokaöccse és François Zourabichvili filozófus unokatestvére.

### Tanulmányai
Carrère a Lycée Janson-de-Sailly-ban és a Sciences Po-ban (a párizsi Politikai Tanulmányok Intézetében) tanult.

### Pályája
A katonai szolgálat alternatívájaként Carrère két évig francia nyelvet tanított az indonéziai Surabayában. Ezután a Télérama és a Positif magazinok filmkritikusa lett. 1982-ben jelent meg első könyve, egy monográfia Werner Herzog filmrendezőről. A következő évben jelent meg első regénye, a L'amie du jaguar, amelyben indonéziai élményeit dolgozta fel. Második regénye, a Bravoure, amely Mary Shelley, Percy Bysshe Shelley, Lord Byron, John Polidori és 1816 nyarán a Genfi-tónál töltött tartózkodásuk történetén alapul, 1984-ben jelent meg. Carrère első és második regénye is irodalmi díjat nyert (1984-ben a Prix Passion, 1985-ben pedig a Prix littéraire de la Vocation), de az 1986-ban megjelent harmadik regénye, La Moustache (A bajusz) volt az, amely a szerzőt szélesebb olvasóközönséggel ismertette meg. Carrère később filmre is adaptálta a könyvet, amelyet ő rendezett, és amely a 2005-ös cannes-i filmfesztiválon elnyerte a Label Europa Cinemas díját. Ugyancsak 1986-ban jelent meg egy esszé, amelyben Carrère az alternatív történelmet vizsgálja, Le détroit de Behring: introduction à l'uchronie címmel. 1988-ban Carrère kiadta a Hors d'atteinte című regényét, amely egy olyan nőről szól, aki a véletlenre bízza az életét. Következő, 1993-ban megjelent műve a Je suis vivant et vous êtes morts, Philip K. Dick amerikai sci-fi író fiktív életrajza. Ezt követte La Classe de neige című regénye, amely 1995-ben elnyerte a Prix Femina díjat, és amelyet Claude Miller megfilmesített.
A La Classe de neige megjelenése után Carrère a gyilkos Jean-Claude Romand ügye felé fordította figyelmét. Levelezett vele a börtönben, és részt vett a tárgyalásán. A 2000-ben kiadott L'Adversaire bestseller lett Franciaországban, és 23 nyelvre fordították le. Nicole Garcia rendezőnő azonos című filmet forgatott belőle.
2007-ben Carrère egy oroszországi látogatásáról és orosz gyökereiről szóló Un roman russe című regényt adott ki. A könyvben elárulta, hogy anyai nagyapja a második világháborúban a megszálló német erőknek dolgozott fordítóként, és 1944-ben eltűnt, feltehetően a francia ellenállás tagjai ölték meg.
Carrère Srí Lankán nyaralt, amikor az Indiai-óceánon szökőár pusztított. A szállodájában tartózkodott, és nem volt személyes veszélyben, de az élményt a következő, 2009-ben megjelent D'autres vies que la mienne című könyvének ihletőjeként használta fel.
2011-ben megjelent Limonov című életrajzi regénye Eduard Limonov orosz íróról és politikai disszidensről szól.
A korai kereszténység kialakulásáról szóló regénye, Le Royaume 2014-ben jelent meg. A könyv botrányt kavart a Steubenville-i Ferences Egyetemen, és az angol tanszék vezetőjét, aki a könyvet egy haladó szeminárium tantervébe foglalta, eltávolították posztjáról.
Carrère 2016-ban adta ki újságírói munkáinak gyűjteményét Il est avantageux d'avoir où aller címmel. Angolul 2019-ben jelent meg 97,196 Words: Essays címmel 2017-ben a The Guardian számára írt, Emmanuel Macronról szóló cikkét tartalmazza.
A 2020-ban megjelent Yoga (Jóga) című könyvében Carrère a depresszióval kapcsolatos tapasztalatairól és a párizsi Sainte-Anne kórházban töltött négy hónapról ír, ahol bipoláris depressziót diagnosztizáltak nála, és ketaminnal, elektrokonvulzív terápiával és lítiummal kezelték.
2021 szeptemberétől 2022 júniusáig Carrère a 2015. novemberi párizsi merényletek tárgyalását követte. Heti cikkeit a franciaországi L'Obs, a spanyolországi El País, az olaszországi la Repubblica és a svájci Le Temps közölte. Cikkei 2022 szeptemberében, kiegészítő anyagokkal kiegészítve, könyv formájában jelentek meg V13 címmel. (Franciaországban a per V13 néven ismert, mivel a merényletek pénteken (franciául: vendredi), 13-án történtek). A könyvért elnyerte a 2022-es Prix Aujourd'hui díjat.
Carrère tagja volt a 2010-es cannes-i filmfesztivál nemzetközi zsűrijének, valamint a 2012-es cannes-i filmfesztivál Cinéfoundation és rövidfilmes szekciójának zsűritagja volt. 2015-ben tagja volt a 2015-ös Velencei Filmfesztivál fő versenyprogramja zsűrijének, amelynek elnöke Alfonso Cuarón volt.

### Magánélete
Carrère kétszer nősült, egy lánya és két fia van.

## Stílus
Carrère művei szabadon mozognak a műfajok között, és az identitás, az illúzió és a valóság témái foglalkoztatják. Prózáját „takarékosnak és hajlékonynak” nevezték.

## Díjai
- 1984: Prix Passion
- 1985: Prix littéraire de la vocation
- 1987: Grand Prix de l'imaginaire – Prix spécial
- 1988: Prix Charles-Oulmont
- 1988: Prix Kléber-Haedens
- 1995: Prix Femina
- 2007: Prix Duménil
- 2009: Prix Marie-Claire; prix Crésus
- 2010: Grand prix de littérature Henri-Gal from the Académie française
- 2011: Prix Renaudot; Prix de la langue française
- 2012: Premio Malaparte
- 2014: Prix littéraire du Monde; "Meilleur livre de l'année", awarded by Lire
- 2015: Mondello Prize
- 2016: Tomasi di Lampedusa Literary Prize
- 2017: Prix FIL de littérature en langues romanes.
- 2018: Prix de la Bibliothèque nationale de France (BnF)
- 2019: Premio Hemingway
- 2021: Princess of Asturias Award for Literature; Visions du Réel Honorary Award; Taobuk Award for Literary Excellence; Premio Napoli
- 2022: Prix Aujourd'hui

## Könyvei
- Werner Herzog (1982)
- L'Amie du jaguar (The Jaguar's Friend) (1983)
- Bravoure (1984) (translated as Gothic Romance, 1990)
- Le Détroit de Behring (The Behring Strait) (1984) (German: Kleopatras Nase. Kleine Geschichte der Uchronie. Gatza, Berlin 1993.)
- La Moustache (1986) (translated as The Moustache, 1988)
- Hors d'atteinte (Out of Reach) (1988)
- Je suis vivant et vous êtes morts (1993) (I Am Alive and You Are Dead: A Journey into the Mind of Philip K. Dick, translated by Timothy Bent, 2005).
- La Classe de neige (1995) (Class Trip: A Novel, translated by Linda Coverdale, 1997). Winner of the Prix Fémina Adapted in 1998 as the film of the same name directed by Claude Miller(wd).
- L'Adversaire (2000) (The Adversary: A True Story of Monstrous Deception, translated by Linda Coverdale, 2002).
- Un roman russe (2007) (A Russian Novel (UK)/My Life as a Russian Novel (US), translated by Linda Coverdale, 2010)
- D'autres vies que la mienne (2009) (Other Lives But Mine (UK) and Lives Other Than My Own (US), translated by Linda Coverdale, 2012)
- Limonov (2011), a biography of Eduard Limonov (Limonov: The Outrageous Adventures, translated by John Lambert, 2015)
- Le Royaume (2014) (The Kingdom: A Novel, translated by John Lambert, 2017)
- Il est avantageux d'avoir où aller (2016) (97,196 Words: Essays, partial translation into English by John Lambert, 2019)
- Yoga (2020), (translated by John Lambert, 2022)
- V13 (2022)

### Magyarul megjelent
- A bajusz. Regény (La moustache) – Széphalom Könyvműhely, Budapest, 2006 · ISBN 963748647X · Fordította: Földes Györgyi
- Isten országa (Le Royaume) – Helikon, Budapest, 2021 · ISBN 9789634791935 · Fordította: Lőrinszky Ildikó

## Filmei
- 1996: La Classe de Neige by Claude Miller(wd), Carrère azonos című könyvének adaptációja.[28]
- 2002: L'Adversaire by Nicole Garcia and Daniel Auteuil, screenwriter.[29]
- 2003: Retour à Kotelnitch, director.[30]
- 2005: A bajusz (La moustache), rendező és forgatókönyvíró Emmanuelle Devos(wd) és Vincent Lindon mellett.[31]
- 2009: Je suis heureux que ma mère soit vivante, Carrère cikke alapján.[32]
- 2011: Toutes nos envies, a D'autres vies que la mienne című könyvéből adaptálva.[33]
- 2021: Ouistreham, laza adaptáció Florence Aubenas's(wd) The Cleaning Lady (A takarítónő) című könyvéből.[34]

## Fordítás
- Ez a szócikk részben vagy egészben  az   Emmanuel Carrère című angol Wikipédia-szócikk fordításán alapul.  Az eredeti cikk szerkesztőit annak laptörténete sorolja fel. Ez a jelzés csupán a megfogalmazás eredetét és a szerzői jogokat jelzi, nem szolgál a cikkben szereplő információk forrásmegjelöléseként.